# Соперничество сборных Канады и СССР (России) по хоккею с шайбой

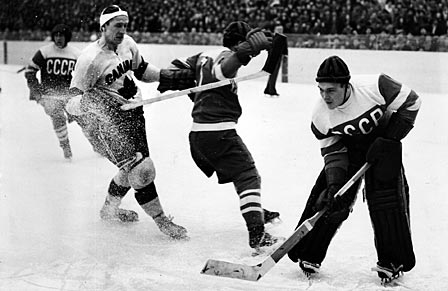
Эпизод из первой игры между сборными СССР и Канады. Советские и канадский хоккеисты (на переднем плане слева направо: Джон Петро, Евгений Бабич и Николай Пучков) в борьбе за шайбу.

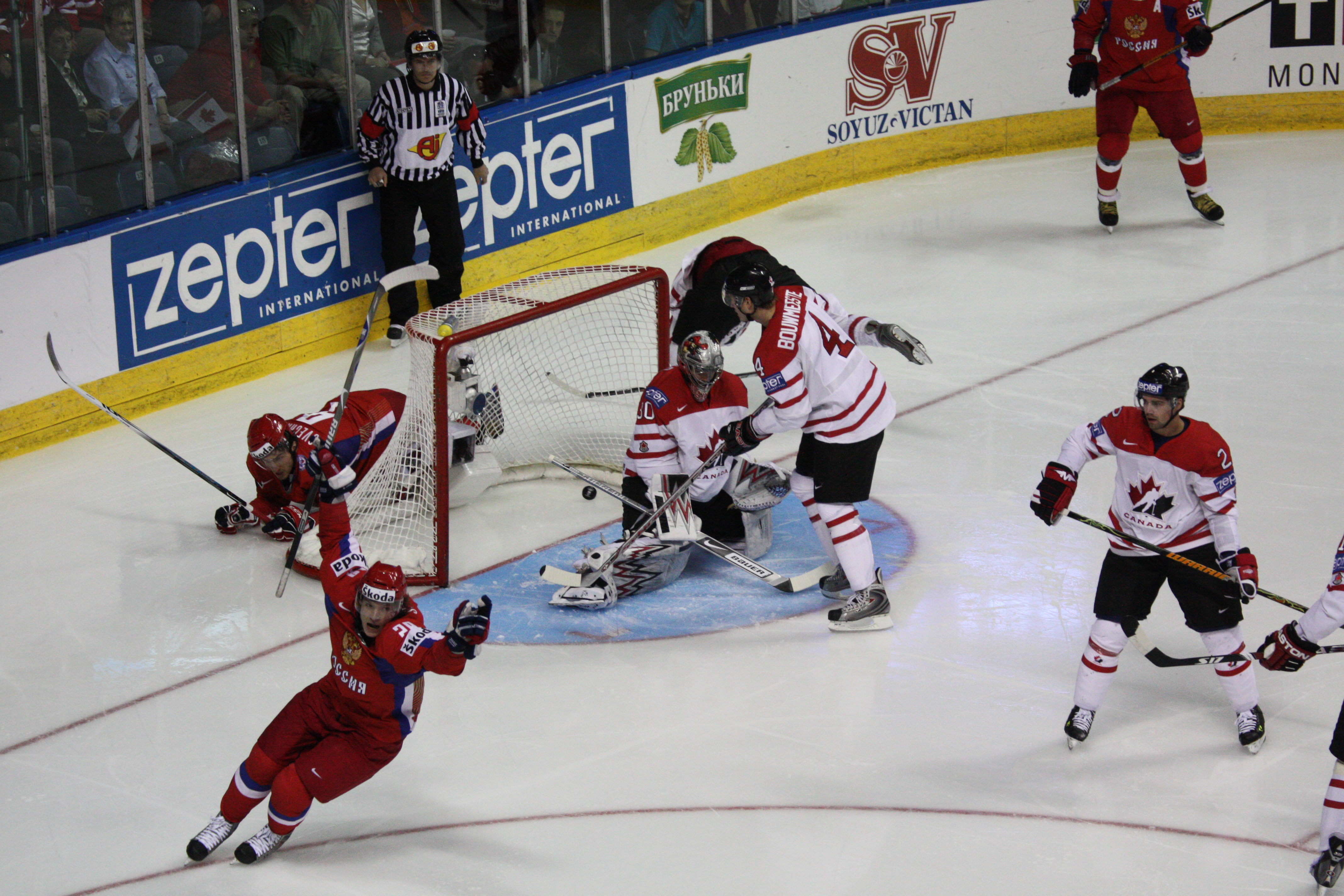
Александр Сёмин (внизу слева), открывший несколькими секундами ранее счёт в матче, празднует заброшенную шайбу в финале чемпионата мира 2008 года

Соперничество канадской и советской (российской) национальных сборных по хоккею с шайбой является одним из самых непримиримых не только в истории хоккея, но и в истории спорта.

## История
Противостояние двух сборных берёт своё начало на чемпионате мира 1954 года. Именно на турнире в Швеции состоялась первая игра между сборными Канады и СССР (официальным правопреемником последней в 1992 году стала сборная России). Для советской национальной команды выступление на мировом первенстве в 1954 году было дебютным на международном уровне. Канадцы же к этому времени 15 раз занимали первое место на чемпионатах. Первое официальное участие советских хоккеистов в международном соревновании принесло им золотые медали мирового первенства, причём в очном матче против канадцев сборная СССР выиграла с крупным счётом 7:2. До 1950-х годов канадская сборная безоговорочно доминировала среди других национальных команд на чемпионатах мира. При этом её состав на турнирах, проводимых под эгидой ИИХФ, вплоть до 1977 года формировался исключительно из игроков, которые имели статус любителей. В 1960-х годах сборная Советского Союза завоевала лидирующие позиции на мировых первенствах и удерживала их вплоть до начала 1990-х годов. Сборная Канады долгие годы не могла выиграть ни чемпионат мира (с 1961 по 1994 годы), ни зимние Олимпийские игры (с 1952 по 2002 годы). Хоккеисты-профессионалы начали регулярно участвовать в крупнейших международных турнирах сборных только с 1977 года, добившись разрешения принимать участие НХЛовцам. Первые победы после длительного перерыва, начиная с 1994 года, связаны с тем, что сроки чемпионата мира были сдвинуты на конец апреля, когда в помощь получают хоккеистов, вылетевших из первого раунда Кубка Стэнли, (до этого могли собрать лишь хоккеистов из беднейших клубов НХЛ, не участвовавших в розыгрыше плей-офф). До 2005 года, при отсутствии потолка зарплат, сильнейшие хоккеисты были собраны в 7-8 клубах НХЛ, которые, собственно говоря, и более-менее постоянно разыгрывали Кубок Стэнли.
Особое место в противостоянии соперников занимает Суперсерия 1972 года, в которой впервые в истории против советской сборной играла канадская национальная команда, составленная только из хоккеистов, имеющих статус любителей. Именно на этом турнире встречи оппонентов друг с другом начали проходить в непримиримой борьбе и стали одним из главных событий любого международного хоккейного соревнования. Распад Советского Союза привёл к прекращению существования сборной СССР. Её официальным правопреемником стала российская национальная команда, однако непримиримое соперничество на льду уже между россиянами и канадцами осталось на прежнем уровне. В 1990-х годах сборная Канады постепенно начала возвращать себе лидирующие позиции на международном уровне, в то время как сборная России их утратила, не сумев продемонстрировать таких же высоких результатов как её предшественник.
На Олимпийских играх 2006 и 2010 годов команды обменялись победами в четвертьфиналах: Россия выиграла 2:0 в 2006 году, а Канада — 7:3 в 2010 году. Также эти сборные трижды разыгрывали в финалах «золото» чемпионатов мира в XXI веке: в 2008 и 2009 годах побеждали россияне, в 2015 году — канадцы.